# Rania al-Yassin
Rania al-Abdoellah (Arabisch: رانية العبدالله, Koeweit, 31 augustus 1970) is de koningin van Jordanië. Zij is de echtgenote van koning Abdoellah II van Jordanië (Arabisch: عبدالله الثاني بن الحسين).
Inmiddels hebben zij vier kinderen:
- kroonprins Hoessein (28 juni 1994)
- prinses Iman (27 september 1996)
- prinses Salma (26 september 2000)
- prins Hasjem (30 januari 2005)

In 2009 wist ze op een lijst van de 100 machtigste vrouwen in de wereld de 76ste plek te halen.

## Jeugdjaren en studie

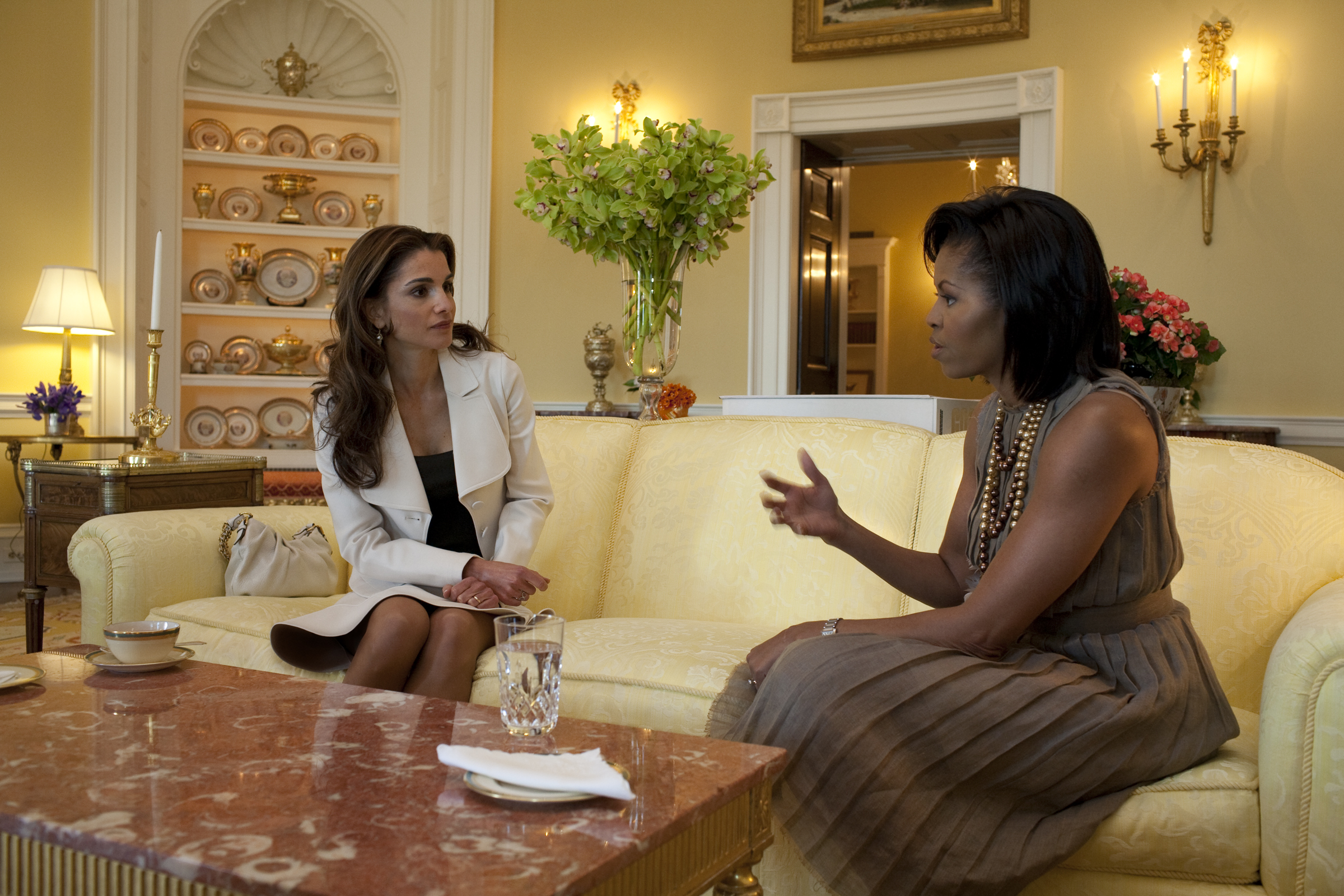
Rania en Michelle Obama in het Witte Huis

Koningin Rania werd op 31 augustus 1970 in Koeweit geboren als Rania al-Yassin uit Palestijnse ouders. Haar vader was destijds arts in een ziekenhuis voor kinderen. Ze heeft basis- en middelbare school afgemaakt in Koeweit en vervolgens een diploma in Bedrijfseconomie gehaald aan de Amerikaanse Universiteit in Caïro. Ondertussen vluchtte haar familie van Koeweit naar Jordanië als gevolg van de Golfoorlog.
Na haar opleiding keerde ze terug naar haar familie in Jordanië waar ze tijdelijk werk vond voor Citibank totdat ze een baan aangeboden kreeg bij Apple Inc. in Amman. Ze ontmoette in 1993 Abdoellah II tijdens een diner. Slechts twee maanden later verloofden zij zich en nog in hetzelfde jaar trouwden ze.
In 1999 verraste koning Hoessein van Jordanië het hele land door tijdens zijn ziekbed aan te kondigen dat niet zijn broer, prins Hassan van Jordanië, maar zijn zoon hem zou opvolgen. In hetzelfde jaar nog werd Abdoellah gekroond tot koning Abdoellah II van Jordanië. Hiermee werd Rania koningin als opvolger van koningin Noor van Jordanië.

## Inzet voor goede doelen
De koningin wordt geprezen om haar filantropische werk voor goede doelen. Ze is vaak als eregast en spreker aanwezig bij internationale forums zoals het World Economic Forum om goede doelen aan te prijzen en sponsors te zoeken.

### Binnenlands
Binnenlands zet zij zich in om scholen te vernieuwen en arme kinderen te voorzien van onderwijs. Ze reikt ook elke jaar een prijs uit voor leraren in het land die zich inzetten voor de gemeenschap.
Koningin Rania is betrokken bij verschillende nationale organisaties, zoals:
- Jordan River Foundation
- Arab Women's Summit
- Arab Academy for Banking and Financial Sciences (AABFS) (een instituut dat pionierswerk verricht in de regio Midden-Oosten. Hier wordt technische- en academische training aangeboden in bankwezen en financiële diensten)
- Jordan Cancer Society
- National Team for Family Safety
- National Team for Early Development
- Child Safety Program and Dar Al-Amman (centrum voor mishandelde en achtergelaten kinderen, het eerste in zijn soort in het Midden-Oosten.)

### Internationaal

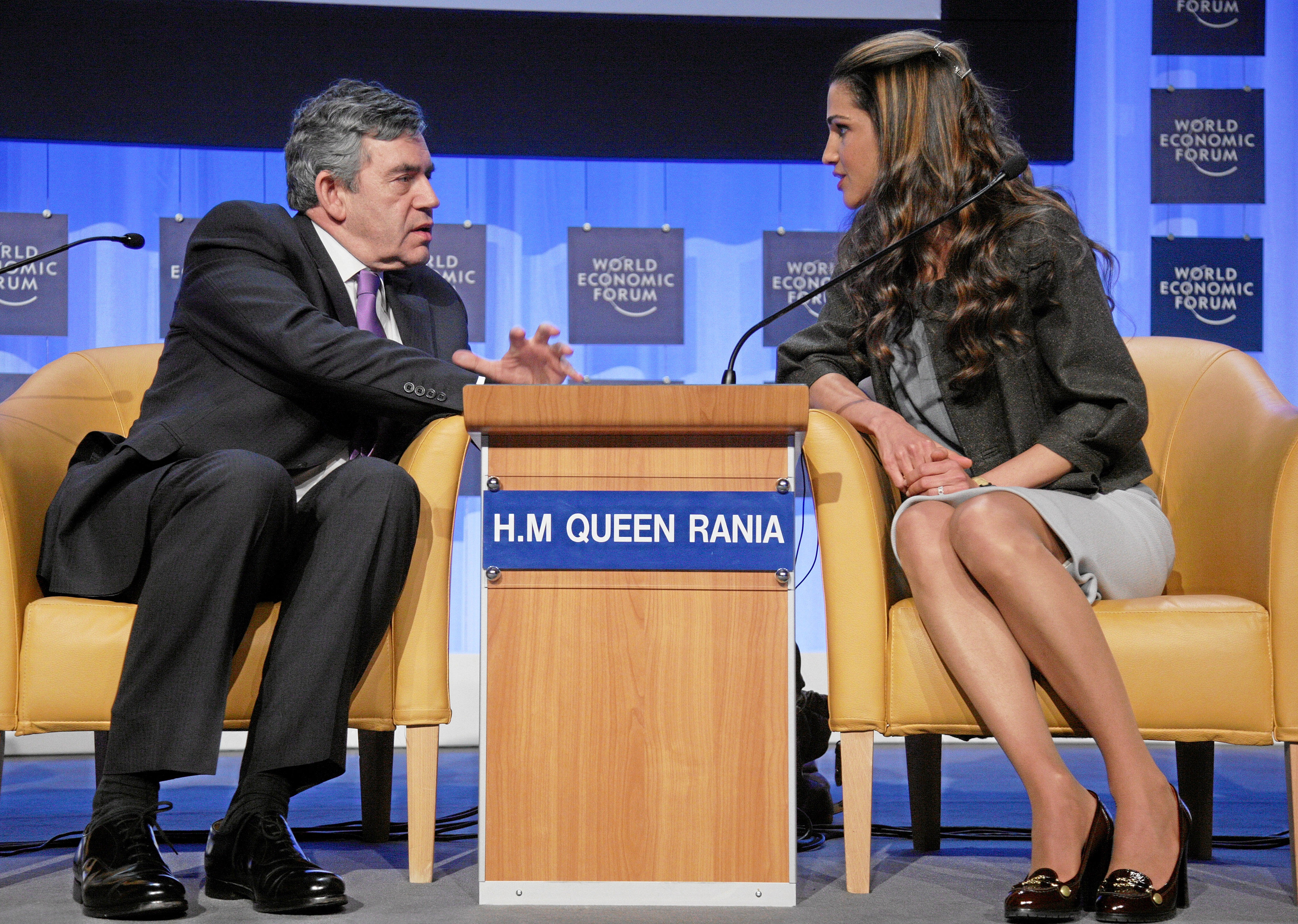
Rania met Gordon Brown op het World Economic Forum

In 2009 prees UNICEF haar voor haar inzet om meisjes in arme landen te voorzien van onderwijs. In hetzelfde jaar richtte ze 1GOAL op om 75 miljoen arme kinderen te voorzien van onderwijs met steun van politici zoals Gordon Brown en Jacob Zuma.
Rania is ook betrokken bij vele internationale organisaties, onder andere:
- World Economic Forum (raadslid)
- Young Global Leaders
- UN Children's Fund (in het bijzonder het Global Leadership Initiative)
- The Vaccine Fund (raadslid sinds 2002)
- International Youth Foundation
- FINCA (Foundation for International Community Assistance; raadslid sinds 2003)
- International Osteoporosis Foundation

## Stereotypen
Via YouTube lanceerde ze in 2008 een initiatief om stereotypen over moslims en het Midden-Oosten aan te pakken. Gebruikers konden middels een video vragen aan haar stellen waarop ze een persoonlijk antwoord kregen.